# Braunstreifengrundel
Die Braunstreifen- oder Augengrundel (Amblygobius phalaena) lebt auf Sand- und Geröllflächen in Lagunen, Riffdächern und Innenriffen des zentralen Indopazifik in Tiefen von 2 bis 20 Metern.

## Verbreitungsgebiet
Ihr Verbreitungsgebiet reicht von den Philippinen nördlich bis zu den Ryūkyū-Inseln, umfasst ganz Mikronesien und geht südlich bis Südaustralien, der Lord-Howe-Insel und Rapa Iti. Im westlichen Indischen Ozean wird sie durch Amblygobius semicinctus ersetzt, im Roten Meer durch Amblygobius albimaculatus.

## Merkmale
Braunstreifengrundeln werden 15 Zentimeter lang. Es gibt keine äußerlich sichtbaren Geschlechtsunterschiede. Ein nicht gut sichtbarer Augenfleck befindet sich in der ersten Rückenflosse, am Ende der oft hell gefärbten Schwanzflosse zeigen sich ein, zwei oder mehrere weitere Augenflecke. Die Brustflossen sind gelb.
Flossenformel: Dorsale VII/14, Anale I/14

## Lebensweise
Braunstreifengrundeln leben meist paarweise in Wohnröhren, die vom männlichen Tier in den Sand oder den Geröll, meist unter einem Stein gegraben wird. Ein Paar unterhält innerhalb des Reviers mehrere Höhlen, die der Zuflucht dienen und in denen auch gelaicht wird. Eine Wohnröhre kann 30 Zentimeter lang sein, einen Durchmesser von 6 Zentimeter erreichen und 19 Zentimeter tief in den Bodengrund reichen.
Drei Tage vor Voll- oder Neumond laichen die Fische. Das bis zu 40.000 Eier umfassende Gelege wird an die Höhlendecke geklebt und wird drei bis vier Tage lang, bis die Larven schlüpfen, vom Männchen bewacht. Das Männchen verbringt etwa 40 Prozent des Tages mit der Brutpflege. Das Weibchen hält sich in dieser Zeit eher außerhalb der Höhle auf und fächelt mit seinen Flossen Frischwasser in die Wohnröhre. Nach dem Schlupf der pelagischen Larven erlischt der Brutpflegeinstinkt.
Braunstreifengrundeln ernähren sich, indem sie Sand mit dem Maul aufnehmen, ihn durchkauen, dabei Kleintiere und einzellige Algen (auch Cyanobakterien und Diatomeen) aussieben und den durchgekauten Sand anschließen über die Kiemenspalten wieder ausstoßen. Außerdem fressen sie grüne Fadenalgen, die sie vom Substrat abreißen, kauen und wieder ausspeien bis ein Knäuel entstanden ist, das dann verschluckt wird.

## Aquaristik
Braunstreifengrundeln zählen zu den am häufigsten zum Zweck der Haltung im Meerwasseraquarium importierten Grundeln. Obwohl sie farblich nicht so attraktiv gezeichnet sind, sind sie als Zierfische beliebt, da sie den Bodengrund auflockern und die sich häufig bildenden Beläge aus roten Cyanobakterien und braunen Kieselalgen beseitigen. Sie wurden noch nicht nachgezüchtet. Alle im Handel angebotenen Braunstreifengrundeln sind Wildfänge.